# 負野智光
負野 智光（おうの ともみつ、1977年3月1日 - ）は、日本のプロポーカープレイヤー。

## 来歴・人物
京都府京都市生まれ。京都府立山城高等学校中退、近畿大学中退。
ビリヤードのプレイヤーとして活動しながら京都でダーツバーやプールバーを十何年か経営しており、2013年にプロポーカープレイヤーとなる。
2018年時点では、マカオを中心に活動していると報じられた。